# Jan Reinier Frans Verschoor van Nisse
Jan Reinier Frans Verschoor van Nisse (Bergen op Zoom, 24 juli 1872 - Den Haag, 27 mei 1950) was een ambtenaar in Nederlands-Indië die onder meer heeft gediend als resident van Djambi. 

## Biografie
Verschoor van Nisse was lid van het geslacht Verschoor van Nisse en een zoon van kapitein der infanterie Reinier Jan Verschoor van Nisse (1831–1896) en Johanna Sophia van Es (1844–1936). Na het overlijden van zijn vader volgde hij hem op als ambachtsheer van Nisse. Zijn broer Ferdinand Verschoor van Nisse was eveneens bestuurder.
Hij studeerde aan de Indologische Faculteit van de Universiteit Leiden en slaagde in 1904 voor het grootambtenarenexamen voor de Indische dienst. In datzelfde jaar trad hij in dienst als ambtenaar in Nederlands-Indië. In 1905 begon hij als aspirant-controleur in Riouw en werd later dat jaar overgeplaatst naar Menado. Een jaar later werd hij benoemd tot controleur en werkte hij achtereenvolgens in Boloang Mongondou en vanaf 1912 in het gebied rond de Palu-baai op Midden-Celebes.
Van 1919 tot 1920 was hij assistent-resident van Mandar (West-Celebes), daarna van Soenggoe Minassa, Soemba en Palembang. Van 1926 tot 1928 was hij waarnemend burgemeester van Palembang. 
In november 1928 werd hij benoemd tot resident van Djambi, een functie die hij tot november 1931 bekleedde. Tijdens zijn residentie zette hij zich actief in voor de verbetering van de infrastructuur en het bestuur. Zo liet hij in korte tijd honderden kilometers aan wegen aanleggen of herstellen, verbeterde hij de havenfaciliteiten, reorganiseerde hij de politie en introduceerde hij diverse hervormingen op het gebied van bestuur, landbouw en onderwijs.
Na zijn terugkeer in Nederland ging hij in 1932 met pensioen. Hij overleed op 27 mei 1950 in Den Haag, op 77-jarige leeftijd.